# Spathelia brittonii
Spathelia brittonii är en vinruteväxtart som beskrevs av P Wilson. Spathelia brittonii ingår i släktet Spathelia och familjen vinruteväxter. Inga underarter finns listade i Catalogue of Life.